# Latifa Ben Mansour
Latifa Ben Mansour, née en 1950 à Tlemcen (Algérie), est une écrivaine et linguiste algérienne.

## Biographie
Latifa Ben Mansour est la fille du professeur de mathématiques Mohammad Benaouda Benmansour.
Ancienne élève de l'École Normale Supérieure d'Alger, elle poursuit ses études supérieures en France. Elle obtient un doctorat d'État ès Lettres et Sciences et humaines.
Disciple de François Bresson, David Cohen et Antoine Culioli, elle est chercheuse en linguistique et psychanalyste.
Elle a reçu le Prix méditerranéen de la nouvelle 1996 pour sa nouvelle Le Cocu Cadi. Son roman, La Prière de la peur, 1997 (éd. La Différence), réédité à plusieurs reprises, a obtenu le Prix Beur FM Méditerranée la même année.

## Œuvres
- Trente-trois Tours à son turban, pièce de théâtre, Actes Sud Papiers, Rencontres Théâtrales du Niger, mars 2003 (direction Boubacar Ibrahim Dambagi)
- L'Année de l'éclipse, roman, Calmann-Lévy, 2001
- La Prière de la peur, roman, La Différence, 1997
- Le Chant du lys et du basilic, roman, J.-C. Lattès, 1990), 2e édition, La Différence, 1998

Romans traduits en allemand, en italien et en grec
- Sultanes sans royaume, pièce de théâtre, lauréate du concours d'écriture théâtrale de la fondation Beaumarchais.
- Frères musulmans, frères féroces. Voyage dans l'enfer du discours islamiste, essai, Ramsay, 2002.
- Les mensonges des intégristes, essai, Le serpent à plumes.
- AlMu'tazila ou la liberté du sujet, 1992.
- Contribution à l'étude de la catégorie Aspect en arabe, description et formalisation, 1993.
- Énonciation, Énonciateurs, Al Kalam wal mutakallimoun, 1994.
- Ahl Atta'til ou Ceux qui ôtent leurs atours aux femmes, 1995.
- Le nom propre et le masque, 1996.
- De la haine de la Loi à la haine des femmes : Analyse d'un fragment de prêche intégriste, 1998.
- Le peuple dans le discours totalitaire, 2000.
- Le rire de mon père dans la langue de Voltaire, 2002.
- Sémantisme de mort dans le discours totalitaire, 2003.

## Distinctions
- Chevalier de la Légion d'honneur[Quand ?]
- Officier de l'Ordre National du Mérite